# Установки дегідрогенізації в Новокуйбишевську
Установки дегідрогенізації в Новокуйбишевську – складові нафтохімічного майданчику в Самарській область, які здійснюють чи здійснювали дегідрогенізацію зріджених вуглеводневих газів (ЗВГ).
У 1960-х роках почалось введення в дію численних виробництв Новокуйбишевського нафтохімічного комбінату, спорудженого передусім з огляду на випуск синтетичних каучуків. Необхідні для продукування останніх ненасичені вуглеводні виробляли із фракцій, отриманих від належної до цього ж комбінату установки розділення зріджених вуглеводневих газів. 
У 1967-му розпочали випуск бутадієну,  який отримували за технологією двостадійної дегідрогенізації, коли спершу бутан конвертували у олефіни – н-бутени, які в свою чергу перетворювали на цільовий діолефін. Є відомості, що на момент введення це було найбільше в Європі виробництво бутадієну, втім, через низьку рентабельність його довелось зупинити ще до 1980-х. 
В 1969-му розпочали випуск ізопентану, що потребувало ізомеризації пентану. Відомо, що станом на 2012 рік потужність Новокуйбишевського майданчику по ізомеризації пентану становила 120 тисяч тон на рік. Споживачем ізопентану міг бути розташований неподалік завод синтетичного каучуку в Тольятті, де виробляли ізопрен. А в 1980-му у самому Новокуйбишевську стало до ладу засноване на двостадійній дегідрогенізації ізопентану виробництво ізопрену потужністю 65 тисяч тон на рік. В подальшому на тлі краху планової економіки і цей напрямок довелось зупинити.
В 2012-му обладнання для випуску ізопрену частково задіяли у новому технологічному процесі – тепер використовували лише першу стадію процесу, на якій отримують ізоамілен. Далі з нього та придбаного на ринку метанолу продукують високооктанову паливну присадку – метил-трет-амілового ефіру (МТАЕ або ТАМЕ). Майданчик може продукувати 300 тисяч тон ТАМЕ на рік. Під час синтезу ТАМЕ отримують бензоловмісну фракцію, яку розділяють із випуском бензолу та гексанової фракції.З середини 2010-х ізопентан до Новокубишевська може постачати установка ізомеризації Рязанського НПЗ.
Також можливо відзначити, що в 2010-х роках провели дослідження щодо переведення установок дегідрогенізації ізопентану на дегідрогенізацію ізобутану, що надало б можливість випускати ще одну паливну присадку — метилтретинний бутиловий етер, сировиною для якого є ізобутилен та метанол.